# Siniša Grgić
Siniša Grgić (10. srpnja 1969.), hrvatski poduzetnik, leksikograf i publicist, doktor informacijskih znanosti, generalni konzul RH u Los Angelesu, veleposlanik RH u Kraljevini Švedskoj.

## Obrazovanje
Maturirao je u Osijeku na Matematičkoj gimnaziji (tada CUO), diplomirao je i doktorirao na Sveučilištu u Zagrebu, a 2009. završio je i Opći menadžment na poslovnoj školi Sveučilišta Harvard u Bostonu. Završio je i specijalizirane tečajeve za rad u diplomaciji i međunarodnim organizacijama na sveučilištima Columbia, Fordham, Harvard, te Diplomatsku akademiju, jednogodišnji stručni studij MVEP.

## Poslovna Hrvatska
Kao predsjednik uprave i većinski suvlasnik Zavoda za poslovna istraživanja d.o.o., pokrenuo je poznati poslovni portal "Poslovna Hrvatska", kojega je prodao švedskom multinacionalnom poduzeću Bisnode AG. Zavod za poslovna istraživanja izdavao je i poznate godišnjake "Zlatna knjiga najboljih hrvatskih poduzetnik" (ukupno 18 izdanja) i dodjeljivao nagrade "Prva hrvatska kuna" najboljim hrvatskim poduzetnicima. Kao predsjednik uprave Zavoda za poslovna istraživanja, pokrenuo je Hrvatsko vijeće za konkurentnost, udrugu "Hrvatski izvoznici", te zajedno s dr.sc. Antom Babićem osmislio One-Stop-Shop agenciju za poduzetnike.

## Europski pokret
Još 1989. bio je jedan od pokretača i utemeljitelja Hrvatskog vijeća europskog pokreta (HVEP) i Europskog doma u Zagrebu, a kasnije i predsjednik Europskog doma i Europskog pokreta Hrvatska. Povodom 50. obljetnice Europske unije, 2007. godine, organizirao je veliku svečanu proslavu za 1800 uzvanika u Koncertnoj dvorani Vatroslava Lisinskog.

## Ujedinjeni narodi
Utemeljio je i vodio Hrvatski klub za međunarodnu suradnju, jedinu hrvatsku nevladinu organizaciju koja je akreditirana pri Tajništvu Ujedinjenih naroda u New Yorku u razdoblju od 1995. – 2013.

## Objavljene knjige
- Ivan Lacković Croata, monografija, 1996., izdavač i glavni urednik
- Charles Billich, monografija, 1997., izdavač i glavni urednik
- Hrvatski gospodarski adresar, 1997., izdavač i glavni urednik
- Zlatne knjige najboljih hrvatskih poduzetnika i menadžera, 1998. – 2010., izdavač
- The World Jumper, zbirka članaka Stevana Dedijera, Zagreb, 2001, izdavač
- Vodeći hrvatski liječnici, Zagreb, 2004., izdavač
- Europski fondovi za Hrvatsku, Zagreb, 2005., koautori: Ante Babić, Mate Granić, Neven Mimica i Siniša Grgić
- Enciklopedija hrvatskih prezimena, Zagreb, 2009., izdavač i glavni urednik
- Domovinska enciklopedija, Zagreb, 2015., autor

## Postignuća
- 20 godina akreditiran pri Tajništvu UN u New Yorku[6]
- Senator Međunarodne komore mlađih poduzetnika (Junior Chamber International), od 1997.[6]
- predsjedatelj EU grupe konzula u Los Angelesu u 2017.
- član Izvršnog odbora Konzularnog zbora u Los Angelesu[7]